# Seneb (funcionario)
| S29 | n · D58 |

| S29 | n · D58 |

Seneb fue un funcionario judicial de alto rango en el Antiguo Egipto, alrededor del año 2520 a. C, que sufría de enanismo. Seneb fue una persona de considerable importancia y riqueza que poseía miles de cabezas de ganado, veinte palacios y varios títulos religiosos y estaba casado con una sacerdotisa de alto rango de tamaño común con la que tuvo tres hijos. Su exitosa carrera y la generosidad de sus arreglos para el entierro son indicativos de la aceptación dada a los enanos en la sociedad del antiguo Egipto, cuyos textos abogaban por la aceptación e integración de aquellos con discapacidades físicas.
Seneb fue representado con su esposa e hijos en una escultura pintada hallada en su tumba, redescubierta en 1926, que es un ejemplo famoso del arte del Reino Antiguo. Lo muestra sentado con las piernas cruzadas sobre un bloque de piedra con su esposa abrazándolo y sus hijos de pie debajo de él, donde normalmente habrían estado las piernas de una persona de tamaño promedio. La composición de la escena logra así una simetría armoniosa. Representa a Seneb de manera realista con los rasgos faciales y las extremidades acortadas de un individuo con acondroplasia, una forma común de enanismo. Pinturas y tallas en la tumba dan testimonio de sus títulos y representan varias escenas de su vida, como la realización de inspecciones en su propiedad y la celebración de ritos de su oficina.

## Descubrimiento y ubicación de la tumba de Seneb
Seneb fue enterrado en una mastaba, una tumba de ladrillo de techo plano, ubicada en el campo oeste de la necrópolis de Guiza, cerca del actual El Cairo, donde se construyó un gran complejo de tumbas reales y estructuras funerarias de nobles y altos funcionarios a lo largo del Imperio Antiguo, incluida la Gran Pirámide. Fue redescubierta por el arqueólogo alemán Hermann Junker en 1926. La tumba está situada cerca de la de otro enano, Perniankhu, otro cortesano real de alto rango que pudo haber sido el padre de Seneb. Su fecha fue durante mucho tiempo incierta, pero ahora se atribuye firmemente al reinado de Dyedefra (2528-2520 a. C.).  El nombre de su esposa también aparece en la tumba cercana de un funcionario, Ankh-ib, lo que sugiere que las familias de Seneb, Perniankhu y Ankh-ib podrían haber estado relacionadas. Seneb aparentemente fue enterrado con su esposa, pero no queda rastro de los cuerpos y el ajuar, ya que la tumba fue saqueada hace mucho tiempo, como la mayoría de las otras en Guiza. Fue uno de los primeros intentos conocidos de construir una cúpula de techo sobre una cámara cuadrada, con la cúpula apoyada sobre ladrillos salientes en las esquinas de la habitación.
El interior rectangular de la mastaba de Seneb contenía dos nichos de culto con una puerta falsa y cavidades que contenían cofres de piedra. Se encontraron tres estatuas dentro de los cofres: la escultura de piedra caliza pintada de Seneb y su familia y otras dos estatuas en madera y granito. La de madera se desintegró cuando se descubrió, pero Junker registró que tenía unos 30 cm de alto y mostraba a Seneb de pie con un bastón en una mano y un cetro en la otra. Los restos de la estatua de madera se encuentran ahora en el Roemer- und Pelizaeus-Museum Hildesheim en Alemania, en un estado muy fragmentario; aún se puede distinguir el contorno de una peluca rizada, al igual que la postura del brazo izquierdo, hacia adelante a la altura del codo. El sarcófago de 1,5 toneladas de Seneb es parte de la colección del Museo Egipcio de la Universidad de Leipzig.

## Escultura de Seneb y su familia
La escultura de piedra caliza de Seneb y su familia es parte de la colección del Museo Egipcio de El Cairo. Representa a Seneb y su esposa sentados uno al lado del otro con sus hijos en el registro inferior. Se representa a Seneb sentado con las piernas cruzadas sobre un bloque de piedra con los brazos cruzados en una posición característica de escriba. Su esposa Senetites se sienta junto a él, vestida con una túnica larga con mangas largas y una peluca que cubre su cabello natural, que se puede vislumbrar en su frente. Ella lo rodea con sus brazos en un gesto de cariño y apoyo. Se la muestra con una leve sonrisa en su rostro para indicar su alegría y felicidad.
Dos de los hijos de la pareja, un niño y una niña, están debajo de Seneb, donde estarían las piernas de una persona común. Se los representa desnudos con los dedos índices colocados en la boca y un mechón de cabello cayendo a un lado de la cabeza, lo que indica que estaban por debajo de la edad de la pubertad, cuando a los niños egipcios se les cortaba el pelo como "adultos". Seneb y su hijo se muestran con una piel más oscura que su esposa y su hija. Esta era una convención artística estándar utilizada para indicar el género y el estado, reflejando el hecho de que las mujeres de clase alta permanecían en el interior dedicándose a la administración doméstica y conservarían un color de piel claro, mientras que los hombres trabajaban fuera y obtendrían una piel más oscura del ardiente sol egipcio. Se registran los nombres de tres niños, aunque el tercer niño no estaba representado en la escultura, presumiblemente por razones de simetría. Fueron nombrados en honor a los amos reales de Seneb; su hijo se llamaba Radjedef-Ankh ("Que viva Radjedef"), su hija mayor era Awib-Khufu ("Feliz es Khufu") y su hija menor era Smeret-Radjedef (compañera de Radjedef"). Se representan con proporciones normales, lo que sugiere que no heredaron la condición de su padre. 
La disposición aproximadamente cúbica de la escultura asegura hábilmente que la composición general mantenga un equilibrio armonioso. Es iluminado por el artista prescindiendo de una losa trasera e incorporando el espacio negativo a la pieza. Al colocar a los niños en el lugar de las piernas de Seneb, el artista aumenta la sensación de simetría. Crea la misma impresión que habría causado una figura sentada ordinaria, preservando una apariencia de normalidad sin disfrazar el físico inusual de Seneb. Los nombres y títulos de la familia se dan en inscripciones colocadas a ambos lados de los niños y en la cara horizontal de la base.
El enanismo de Seneb se representa de manera realista en la escultura. Lo retrata con una cabeza y torso grandes pero brazos y piernas pequeños. Esto posiblemente indique que tenía acondroplasia, una forma común de enanismo que afecta más gravemente a las partes del cuerpo de más rápido crecimiento, en particular el fémur y el húmero, que se acortan, y atrofia los antebrazos y la parte inferior de las piernas. También afecta a la cabeza, produciendo un cráneo relativamente grande con una frente abultada y, a menudo, un puente nasal deprimido. Un diagnóstico alternativo sería la dismelia, una afección que produce brazos y piernas cortos. La esposa de Seneb, Senetites, se retrata de manera mucho menos realista; su representación es similar a otros retratos contemporáneos de mujeres egipcias de alto rango.

## Rol y cargo
El nombre de Seneb significa "saludable", tal vez dado por su madre como un deseo de supervivencia cuando era un bebé. Muchos egipcios poseían nombres similares, no para denotar la ausencia de enfermedad, sino para transmitir un mensaje positivo de salud y vigor.
El enanismo no se consideraba un defecto en el antiguo Egipto, a diferencia de muchas otras culturas contemporáneas y posteriores. Los textos egipcios aconsejaban la aceptación de personas con discapacidades físicas o mentales, e incluso había dos dioses enanos, Bes y Ptah. Varios enanos obtuvieron cargos de prestigio y se les dieron lujosos entierros cerca de los soberanos a los que sirvieron. La carrera de Seneb está documentada en su puerta falsa y los pedestales de sus estatuas, que registran veinte títulos que incluyen "amado del señor [rey]", "supervisor de tejido en el palacio", "supervisor de enanos" (probablemente indicando que había otros en el palacio), "supervisor de la tripulación del barco ks" (refiriéndose a un barco ceremonial o de culto), "supervisor del jwḥw" (posiblemente refiriéndose a los cuidadores de animales) y "guardián del sello del bote del dios Wn-ḥr-b3w "(refiriéndose a un navío de papiro usado en ciertos festivales). Sus títulos sugieren que podría haber comenzado su carrera como funcionario a cargo de la ropa real y posiblemente también de las mascotas, un papel en el que se sabe que sirvieron otros enanos, y posteriormente obtuvo puestos de mayor rango a cargo de barcos reales o de culto. Alternativamente, podría haber nacido en una familia de alto rango y se le asignaron roles apropiados a su estatus de nacimiento. Seneb también llevó a cabo ritos religiosos en su doble función de funcionario y sacerdote. Se tituló "Sacerdote de Wadjet", sacerdote del "gran toro que está a la cabeza de Sṯpt" y del toro Mrḥw. Participó en los servicios funerarios de los faraones Kufui (Keops), el constructor de la Gran Pirámide, y su sucesor Dyedefra. Su esposa Senetites, una mujer de estatura normal, también era sacerdotisa, al servicio de las diosas Hathor y Neit.  

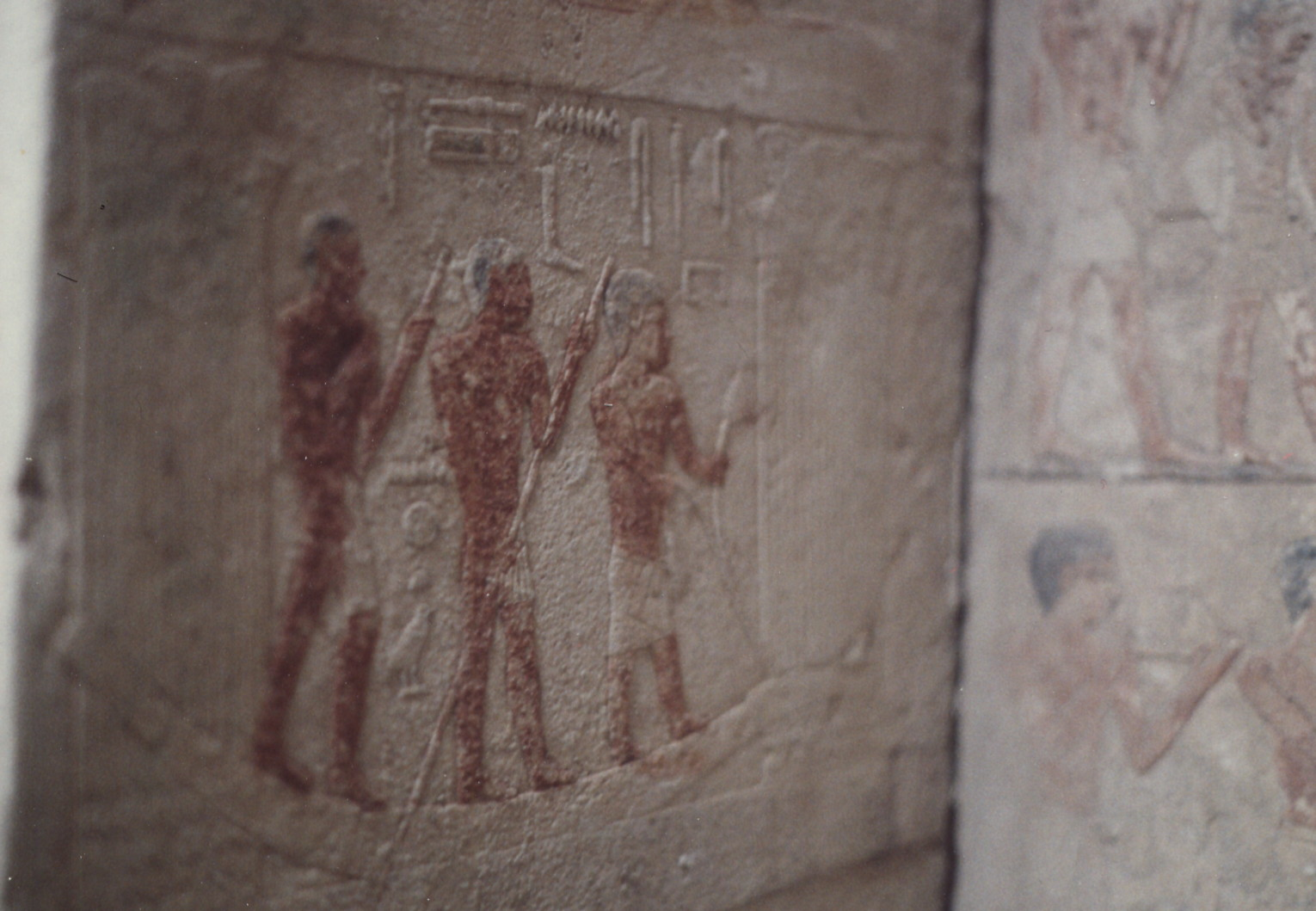
Seneb en una barca. Escena de la puerta falsa de Seneb.

Los relieves de la tumba de Seneb y la puerta falsa de su tumba indican su riqueza y poder. Se describe a Seneb como el dueño de varios miles de cabezas de ganado y se le muestra en varias escenas de la vida doméstica: siendo transportado en una litera, navegando en un bote por el Delta del Nilo o recibiendo a sus hijos. La puerta falsa muestra por tanto a Seneb llevando a cabo las actividades habituales de un cortesano de alto rango, como inspeccionar su ropa de cama y su ganado, recibir cuentas y supervisar a sus sirvientes. Se le muestra vistiendo faldellín y una túnica sacerdotal hecha de piel de leopardo, y portando los símbolos de su oficio, como un cetro y un bastón. Un relieve lo muestra acompañado de dos perros de compañía, cada uno con su nombre escrito. Se le representa utilizando lo que evidentemente eran muebles hechos a medida, como taburetes bajos y una litera especialmente adaptada con un respaldo bajo y grandes paneles laterales para ocultar sus piernas. 
Al igual que con la escultura, el tamaño de Seneb requirió que el creador de los relieves hiciera algunas elecciones artísticas inusuales. La convención estándar de representar un estatus más alto a través del tamaño físico se mantuvo al retratar a Seneb como más grande que sus sirvientes, aunque esto era claramente lo opuesto a la situación real existente. Por otro lado, todavía se le muestra con las características físicas de un enano. Inusualmente para tal relieve, su esposa no aparece junto a él, sino por separado. Es posible que esto se haya hecho para evitar las complicaciones que habrían surgido de la necesidad de representar el tamaño relativo de la pareja de manera realista y al mismo tiempo retratar a Seneb como la figura más grande, como igualmente dictaba la convención artística. Tampoco se muestra a Seneb realizando actividades típicas masculinas como la caza, lo que presumiblemente no era práctico para alguien de su estatura, aunque un relieve lo muestra tirando de juncos de papiro para guiar su bote a través de las marismas del Delta del Nilo.